# Gernot Trauner
Gernot Trauner (phát âm tiếng Đức: [ˈɡeːɐ̯noːt ˈtʁaʊ̯nɐ]; sinh ngày 25 tháng 3 năm 1992) là một cầu thủ bóng đá chuyên nghiệp người Áo thi đấu ở vị trí trung vệ cho câu lạc bộ Feyenoord tại Eredivisie và đội tuyển quốc gia Áo.

## Thống kê sự nghiệp

### Câu lạc bộ
Tính đến ngày 19 tháng 5 năm 2024
| Câu lạc bộ          | Mùa giải            | Giải đấu            | Giải đấu | Giải đấu | Cúp quốc gia | Cúp quốc gia | Châu Âu | Châu Âu | Tổng cộng | Tổng cộng |
| Câu lạc bộ          | Mùa giải            | Hạng                | Trận     | Bàn      | Trận         | Bàn          | Trận    | Bàn     | Trận      | Bàn       |
| ------------------- | ------------------- | ------------------- | -------- | -------- | ------------ | ------------ | ------- | ------- | --------- | --------- |
| LASK                | 2010–11             | Austrian Bundesliga | 13       | 0        | 2            | 0            | —       | —       | 15        | 0         |
| LASK                | 2011–12             | 2. Liga             | 0        | 0        | 0            | 0            | —       | —       | 0         | 0         |
| LASK                | Tổng cộng           | Tổng cộng           | 13       | 0        | 2            | 0            | —       | —       | 15        | 0         |
| Ried                | 2012–13             | Austrian Bundesliga | 15       | 0        | 2            | 0            | —       | —       | 17        | 0         |
| Ried                | 2013–14             | Austrian Bundesliga | 21       | 0        | 2            | 0            | —       | —       | 23        | 0         |
| Ried                | 2014–15             | Austrian Bundesliga | 29       | 1        | 2            | 0            | —       | —       | 31        | 1         |
| Ried                | 2015–16             | Austrian Bundesliga | 29       | 4        | 2            | 0            | —       | —       | 31        | 4         |
| Ried                | 2016–17             | Austrian Bundesliga | 10       | 0        | —            | —            | —       | —       | 10        | 0         |
| Ried                | Tổng cộng           | Tổng cộng           | 104      | 5        | 8            | 0            | —       | —       | 112       | 5         |
| LASK                | 2017–18             | Austrian Bundesliga | 31       | 1        | 3            | 0            | —       | —       | 34        | 1         |
| LASK                | 2018–19             | Austrian Bundesliga | 28       | 4        | 5            | 1            | 4       | 0       | 37        | 5         |
| LASK                | 2019–20             | Austrian Bundesliga | 28       | 3        | 4            | 1            | 13      | 2       | 45        | 6         |
| LASK                | 2020–21             | Austrian Bundesliga | 29       | 4        | 6            | 0            | 6       | 1       | 41        | 5         |
| LASK                | 2021–22             | Austrian Bundesliga | 0        | 0        | 1            | 0            | 0       | 0       | 1         | 0         |
| LASK                | Tổng cộng           | Tổng cộng           | 116      | 12       | 19           | 2            | 23      | 3       | 158       | 17        |
| Feyenoord           | 2021–22             | Eredivisie          | 30       | 0        | 1            | 0            | 15      | 0       | 46        | 0         |
| Feyenoord           | 2022–23             | Eredivisie          | 19       | 0        | 0            | 0            | 7       | 0       | 26        | 0         |
| Feyenoord           | 2023–24             | Eredivisie          | 19       | 1        | 3            | 0            | 4       | 0       | 26        | 1         |
| Feyenoord           | Tổng cộng           | Tổng cộng           | 68       | 1        | 4            | 0            | 26      | 0       | 98        | 1         |
| Tổng cộng sự nghiệp | Tổng cộng sự nghiệp | Tổng cộng sự nghiệp | 301      | 18       | 33           | 2            | 49      | 3       | 383       | 23        |

1. ↑  Bao gồm Austrian Cup, KNVB Cup
2. 1 2 3  Ra sân tại UEFA Europa League
3. ↑  4 lần ra sân và 1 bàn thắng tại UEFA Champions League, 9 lần ra sân và 1 bàn thắng UEFA Europa League
4. ↑  Ra sân tại UEFA Europa Conference League
5. ↑  Ra sân tại UEFA Champions League

### Quốc tế
Tính đến ngày 21 tháng 6 năm 2024
| Đội tuyển quốc gia | Năm       | Trận | Bàn |
| ------------------ | --------- | ---- | --- |
| Áo                 | 2018      | 1    | 0   |
| Áo                 | 2020      | 2    | 1   |
| Áo                 | 2021      | 2    | 0   |
| Áo                 | 2022      | 4    | 0   |
| Áo                 | 2023      | 1    | 0   |
| Áo                 | 2024      | 3    | 1   |
| Tổng cộng          | Tổng cộng | 13   | 2   |

Bàn thắng và kết quả của Áo được để trước.
| #  | Ngày                 | Địa điểm                                               | Đối thủ    | Bàn thắng | Kết quả | Giải đấu       |
| -- | -------------------- | ------------------------------------------------------ | ---------- | --------- | ------- | -------------- |
| 1. | 11 tháng 11 năm 2020 | Sân vận động Josy Barthel, Luxembourg City, Luxembourg | Luxembourg | 1–0       | 3–0     | Giao hữu       |
| 2. | 21 tháng 6 năm 2024  | Olympiastadion, Berlin, Đức                            | Ba Lan     | 1–0       | 3–1     | UEFA Euro 2024 |